# Persiana

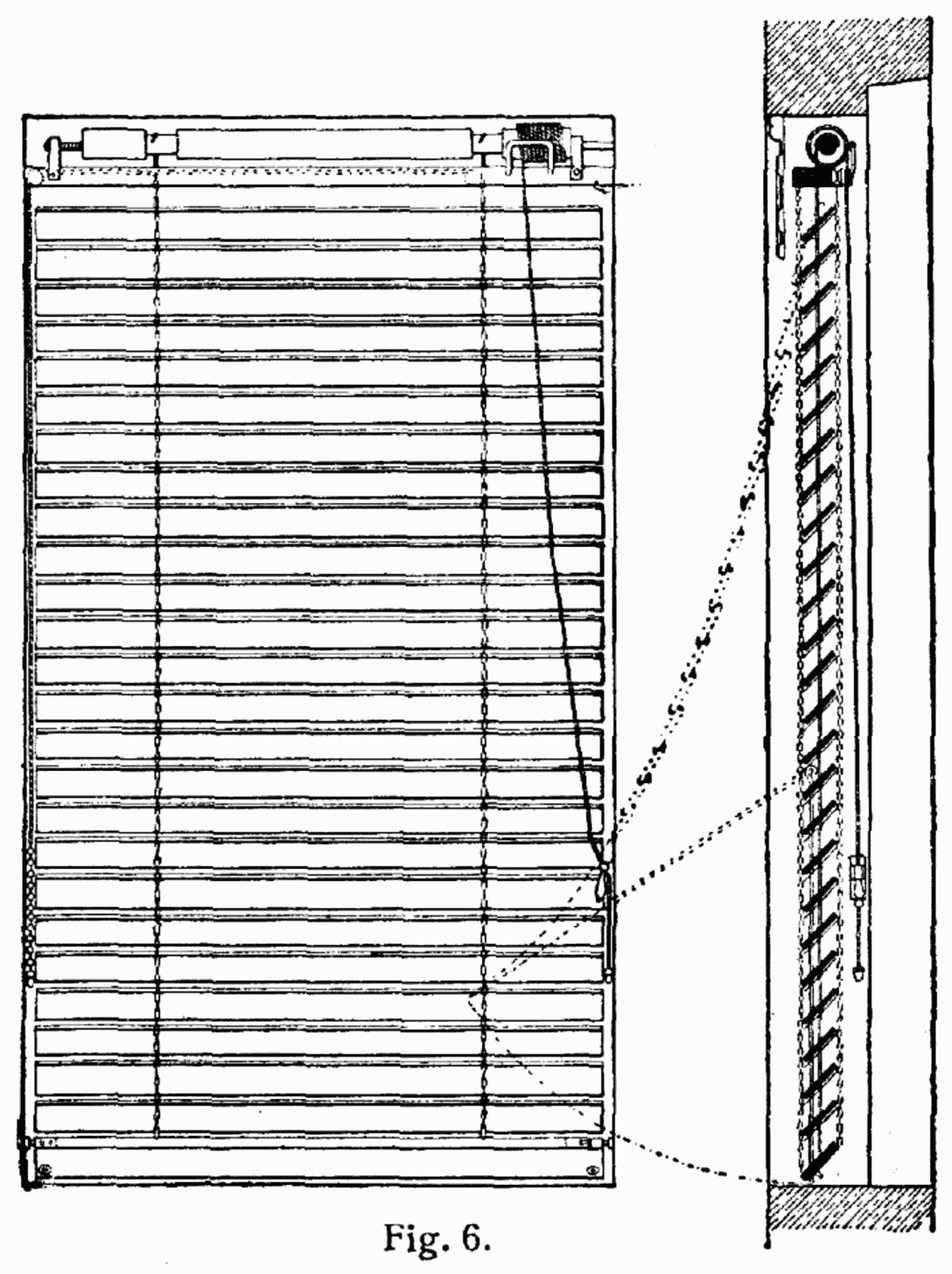
Vista lateral e frontal de uma veneziana ou persiana horizontal.

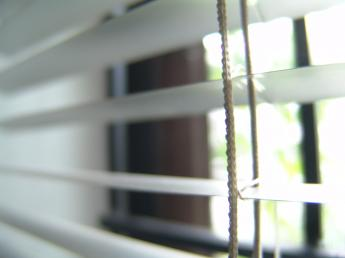
Detalhe de uma veneziana, mostrando a conexão entre as partes.

Persiana é um artigo decorativo composto por um suporte superior que sustenta lâminas ou algum tipo de tecido, de forma que este possa subir e descer. Elas são utilizadas na parte interna de janelas ou portas para vedar a entrada de iluminação ou controlá-la parcialmente quando desejado.
Persianas podem ser também consideradas um tipo de cortina, além de também ter função térmica, pois podem bloquear entrada indesejada de calor no verão e manter o calor em clima frio. Em ambos os casos, reduzem a luz em grau variado, dependendo do design. Elas podem ser instaladas dentro do vão da janela, de forma embutida, ou fora de forma sobreposta.     
Todos os tipos de persianas podem ser motorizados e por isso, automatizados. Persianas automatizadas podem ser controladas por painel na parede, controle remoto, computador pessoal ou assistentes virtuais.        
Os materiais usualmente utilizados são:
- Tecidos
- Vinil
- Poliéster
- PVC
- Alumínio
- Porta de aço

## Operação
A operação de persianas tradicionalmente vendidas no Brasil segue o seguinte esquema:
- Com o bastão plástico regula-se a inclinação das lâminas: fechadas inclinadas para baixo, fechadas inclinadas para cima, ou retas (lâminas na horizontal, que é uma posição utilizada para subir e descer a trave de baixo, que sustenta as lâminas e abre e fecha a persiana).

- Com o cordão ou fio podemos abrir e fechar a persiana: quando quisermos levantar a trave de baixo (abrir a persiana), devemos, após deixar as lâminas na horizontal, inclinar o cordão para a esquerda (lado do bastão) e puxá-lo. Quando ela atingir a altura desejada, inclina-se no fio para a direita que ele faz um pequeno clique e trava-se. Então, pode-se regular novamente a inclinação das lâminas conforme o desejado.

Quando elas estiverem abertas e quisermos fechá-las devemos inclinar o cordão para a direita para ele destravar a engrenagem e levarmos o cordão para a esquerda soltando o fio para a trave de baixo descer.

## Imagens

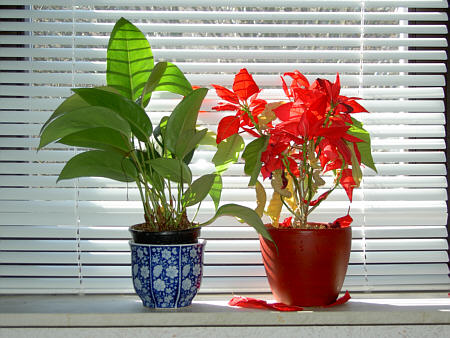
Veneziana
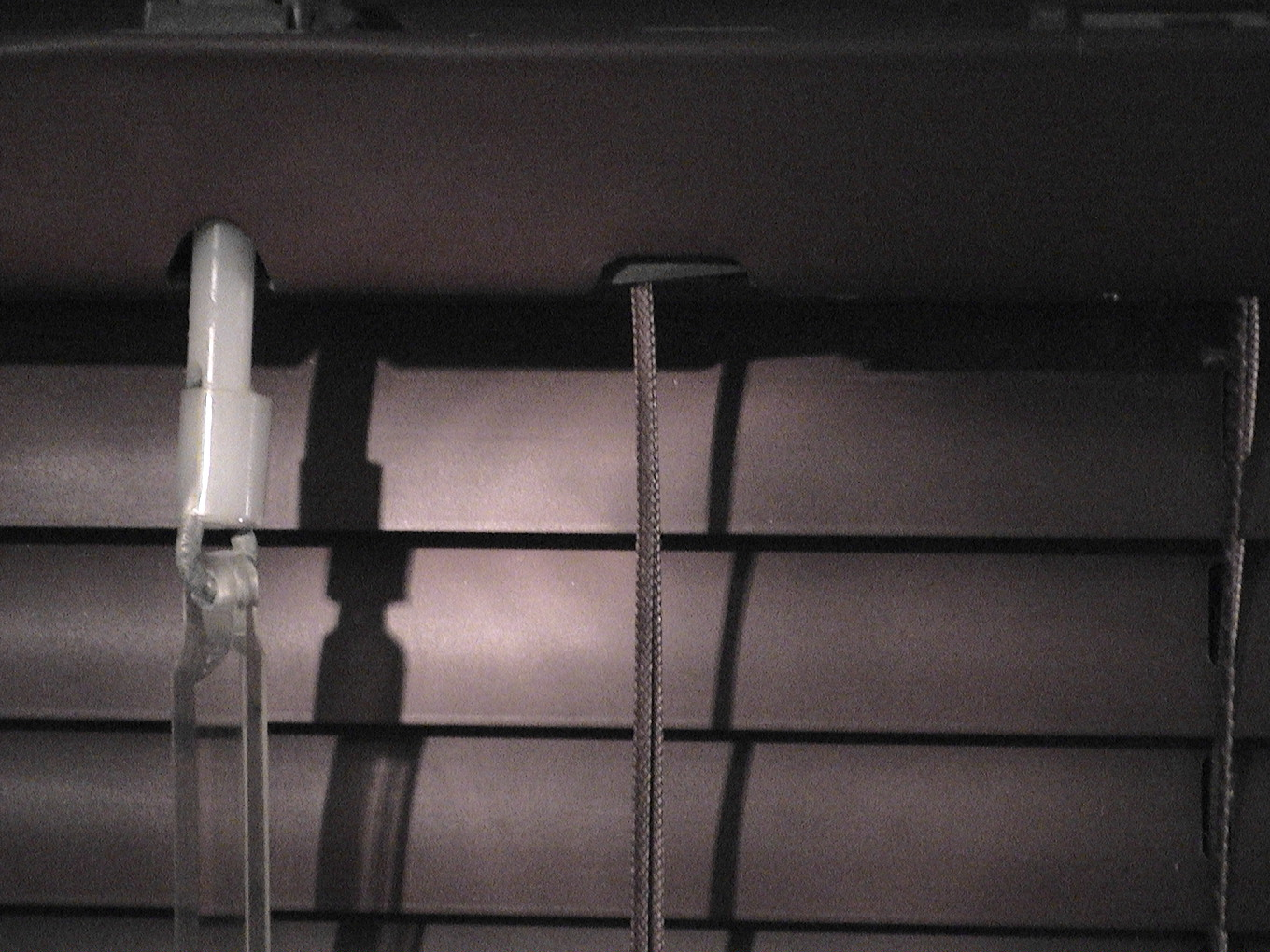
Detalhe do fechamento de uma veneziana
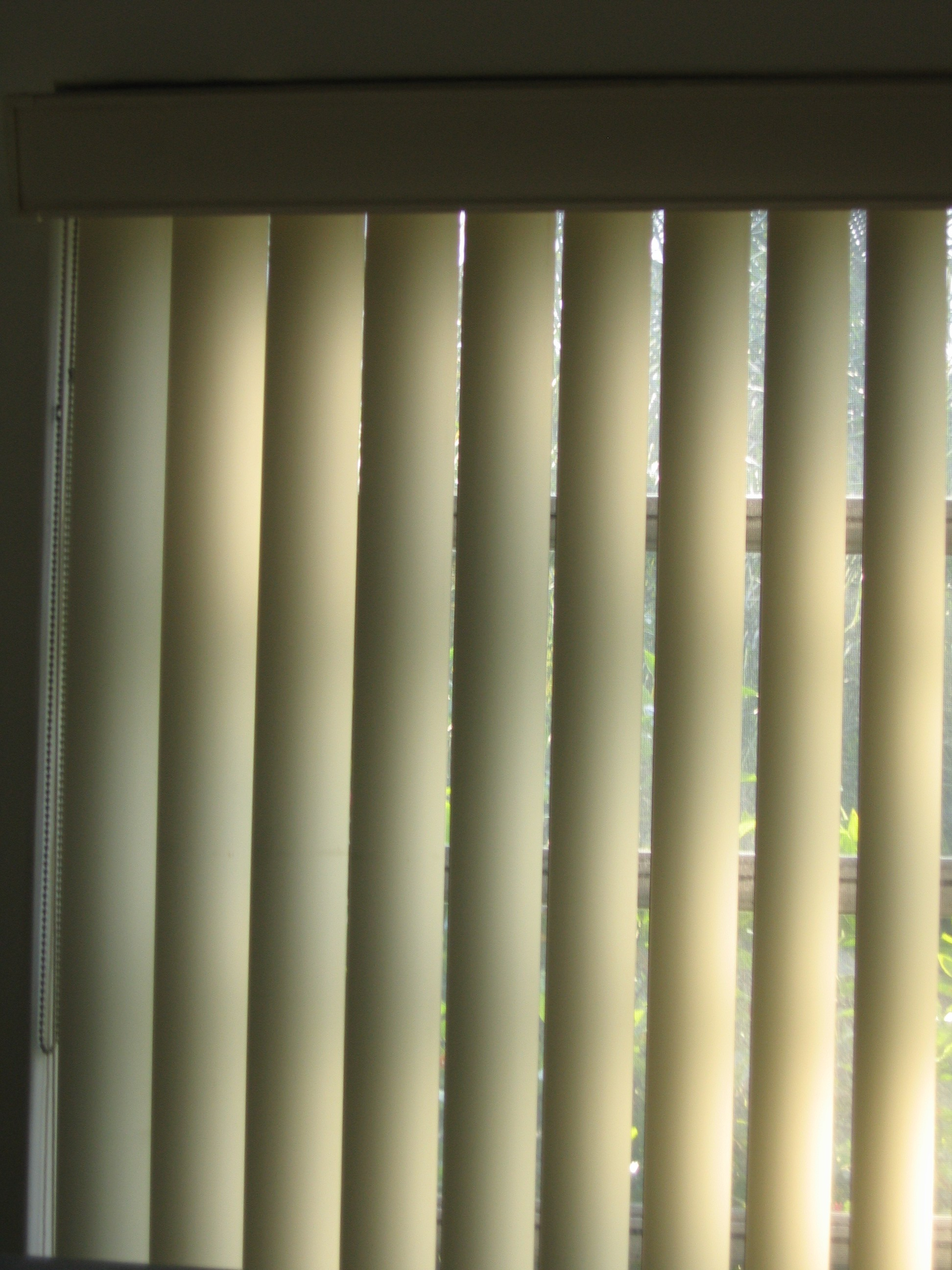
Persiana vertical